# Сюсла
Сюсла (исл. sýsla, дат. syssel) — единица административного деления в средневековой Скандинавии, эквивалентная округу. Главой сюслы был сюслуман, что в общих чертах соответствует английскому понятию шериф.
Исторически появились в Дании и Норвегии, но позже были переименованы в амт и фюльке соответственно. Однако наследие этих государств сохранилось в Исландии и на Фарерских островах, где сюслы играют роль географического деления полицейских округов, поэтому на сегодняшний момент этот термин актуален именно в значении полицейского округа.

## Этимология
Слово берет своё начало от др.-сканд. sýsla, sýsl (ж.), что означает труд, занятость. Этимологически аналогичен прагерм. *suhsla, *seuhsla — боль, мучение. Эти слова имеют общий корень ПИЕ *seug- — тревожный, грустный, больной, хилый. Уже в форме древнескандинавского слова в переносном смысле означал уезд, округ.

## Управление
Сюслуман (др.-сканд. Sýslumaðr), сюсселманн (норв. Sysselmann) — должность, ранее титул главы сюслы.
Сюслуманы заменили лендрманов (др.-сканд. lendrmaðr) по значимости в феодальной иерархии средневековой Скандинавии. В средние века сюслуманам получал в правление этот феод, где собирал дань, налоги и штрафы, устанавливал законы и осуществлял военную защиту. Он также вершил правосудие и определял членов судебных коллегий. Сюслуманы обычно имели большую военную свиту, но эта практика была прекращена в 1550 году, когда датский король послал армию разоружить исландцев, чтобы предотвратить восстания и беспорядки.
В Исландии сюслуманы появились в период между 1262 и 1264 годами, когда Исландия подчинялась норвежским конунгам. В современной Исландии должность сюсселманна аналогична должности шерифа: они возглавляют полицию, собирают налоги и выдают различные разрешения и паспорта. Недавние изменения в организации исландской полиции коснулись и сюсселманнов, часть из которых получили различные дополнительные функции. Так сюсселманн Судурнэса, например, осуществляет управление не полицейской службой охраны международного аэропорта Кеблавика, а сюсселманн Коупавогюра выдает все исландские паспорта.

## Дания

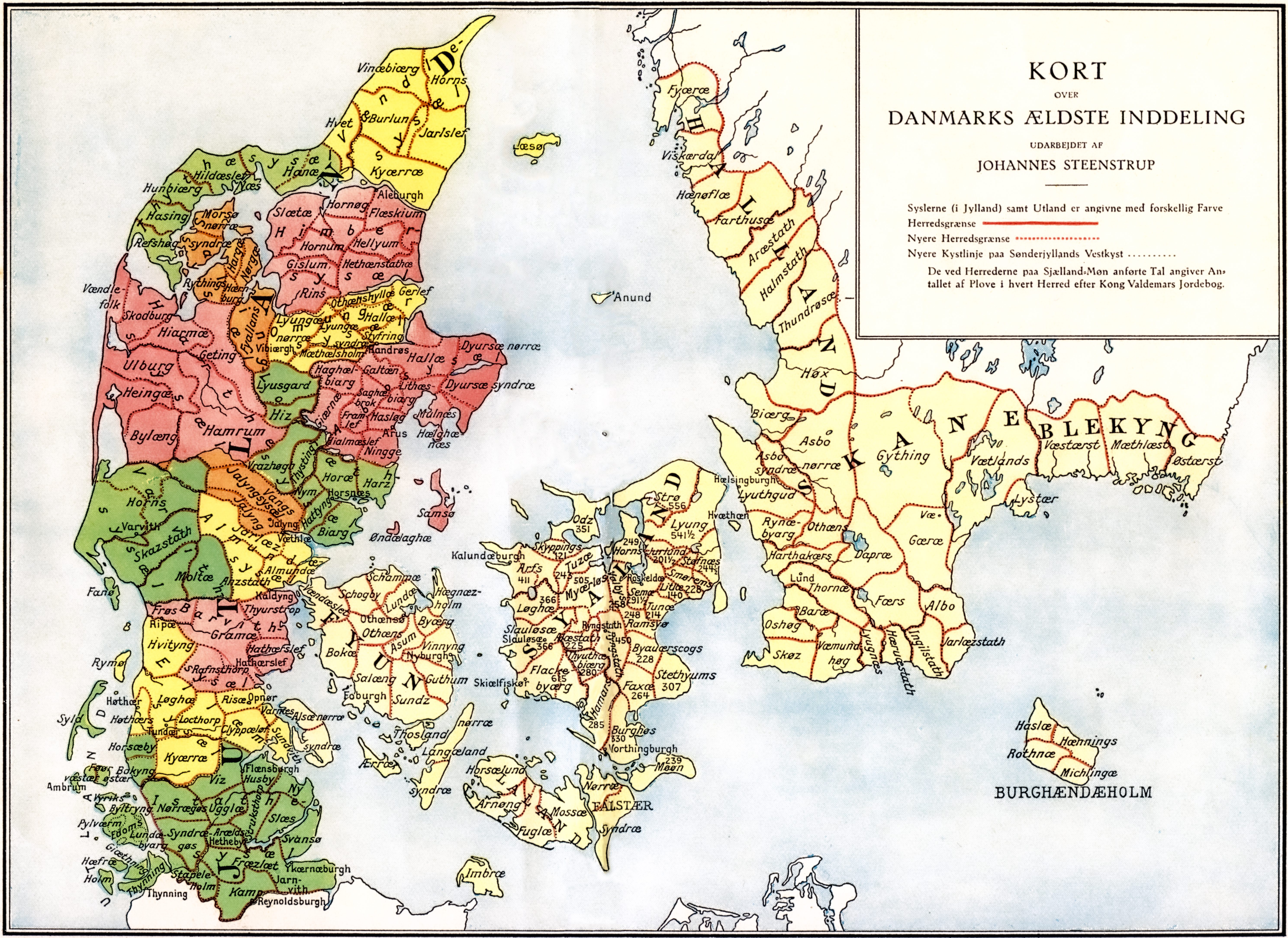
Дания в средние века. Сюслы выделены цветом.

Сюслы в Дании больше не существуют. В средние века в Дании в общей сложности насчитывалось четырнадцать сюсл, которые в свою очередь делились на сотни др.-сканд. herred — округ полиции и низшей судебной инстанций, которые обычно состояли из от 4 до 14 приходов. Аналогичные формы деления существовали и на датских островах.
| Список: | |
| - Vendsyssel; - Thysyssel; - Sallingsyssel; - Himmersyssel; - Ommersyssel; - Hardsyssel; - Åbosyssel; - Loversyssel; | - Hansyssel; - Vardesyssel; - Jellingsyssel; - Almindsyssel; - Barvidsyssel; - Ellumsyssel; - Istedsyssel. |

## Норвегия
В средние века Норвегия была разделена на 50 сюсл, каждой из которых управлял сюслуман. На сегодняшний день официально эта должность сохранилась только в одной области в качестве главного представителя губернатора на Свальбарде. Сюсселманн (норв. Sysselmann) Свальбарда осуществляет в том числе и полицейские функции.
В 1662 сюслы в Норвегии были отменены и заменены датским словом амт (дат. amt), с 1919 года замененный административной единицей фюльке.

## Исландия

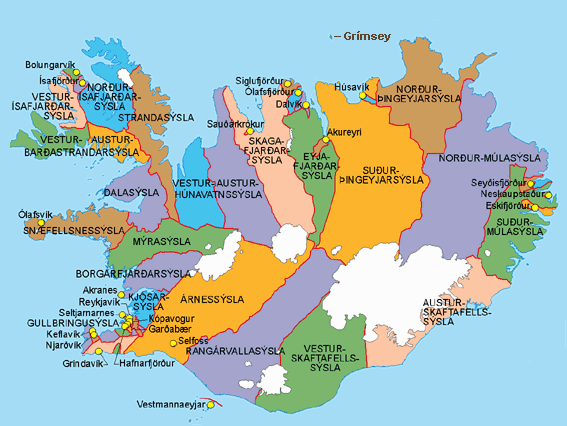
Сюслы Исландии.

В современной Исландии насчитывается 23 сюслы (исл. sýslur, так называемые особые сюслы). В современном контексте под этим делением следует понимать географические регионы, но не административно-политическое деление, так как Исландия имеет только два административных уровнях: Республика и 79 муниципалитетов.
Исторически сюслы на территории Исландии появились в период между 1262 и 1264 годами, когда Исландия подчинялась норвежским конунгам.
| Список: | |
| - Árnessýsla; - Austur-Barðastrandarsýsla; - Austur-Húnavatnssýsla; - Austur-Skaftafellssýsla; - Borgarfjarðarsýsla; - Dalasýsla; - Eyjafjarðarsýsla; - Gullbringusýsla; - Kjósarsýsla; - Mýrasýsla; - Norður-Ísafjarðarsýsla; - Norður-Múlasýsla; | - Norður-Þingeyjarsýsla; - Rangárvallasýsla; - Skagafjarðarsýsla; - Snæfellsnes-og Hnappadalssýsla; - Strandasýsla; - Suður-Múlasýsla; - Suður-Þingeyjarsýsla; - Vestur-Barðastrandarsýsla; - Vestur-Húnavatnssýsla; - Vestur-Ísafjarðarsýsla; - Vestur-Skaftafellssýsla. |

## Фарерские острова

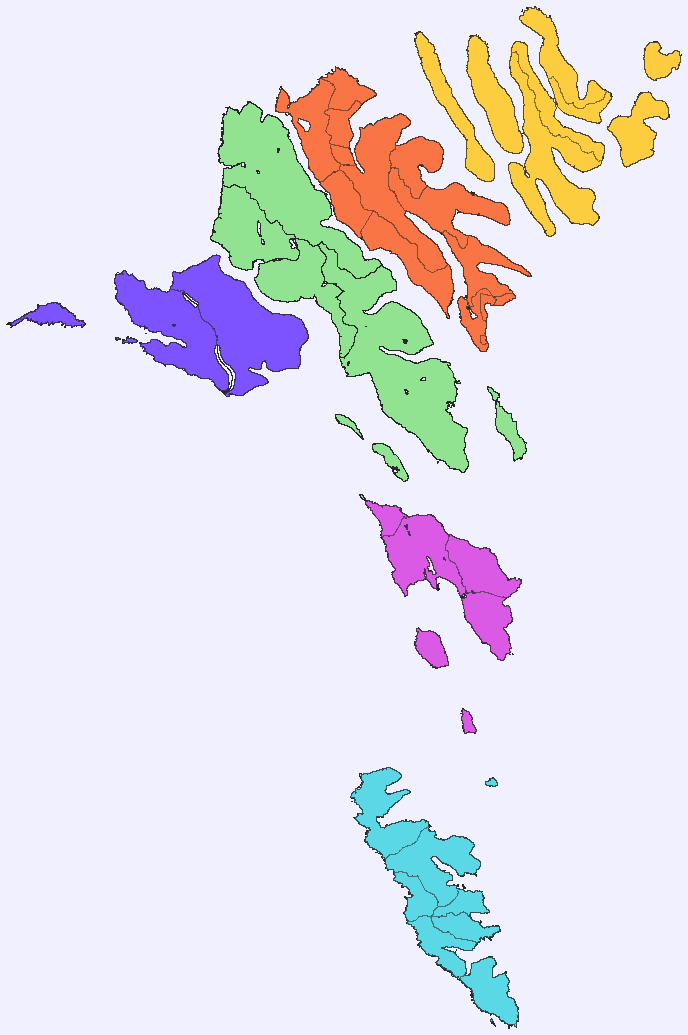
Сюслы Фарерских островов.

Сегодня на Фарерских островах существуют 6 сюсл, называемых, как и в Исландии, sýslur. В целом на Фарерских островах сюслы аналогичны исландским. Как и в Исландии на Фарерах сюслы не представляют собой административно-политическую единицу. В административном плане существуют только Фарерские острова, как часть автономных органов государственного управления и 34 муниципалитета. В отличие от Исландии, есть еще и высший административный уровень, включающий в себя метрополию Дании и Гренландия.
Когда-то в каждой сюсле существовал собственной тинг, так называемые várting, и границы церковных приходов соответствовали сюслам. Сегодня сюслы представляют собой только полицейские округа, каждый из которых возглавляет сюсселманн.
| Список:                                                             |
| - Nordinseln; - Eysturoy; - Streymoy; - Vágar; - Sandoy; - Suðuroy. |